# جک چو
جک چو (انگلیسی: Jack Chew; ۲۵ نوامبر ۱۹۱۵ – ۵ آوریل ۱۹۸۴) بازیکن فوتبال اهل بریتانیا بود.
از باشگاه‌هایی که در آن بازی کرده‌است می‌توان به باشگاه فوتبال لوتون تاون و باشگاه فوتبال پورت ویل اشاره کرد.